# Nanuqsaurus hoglundi

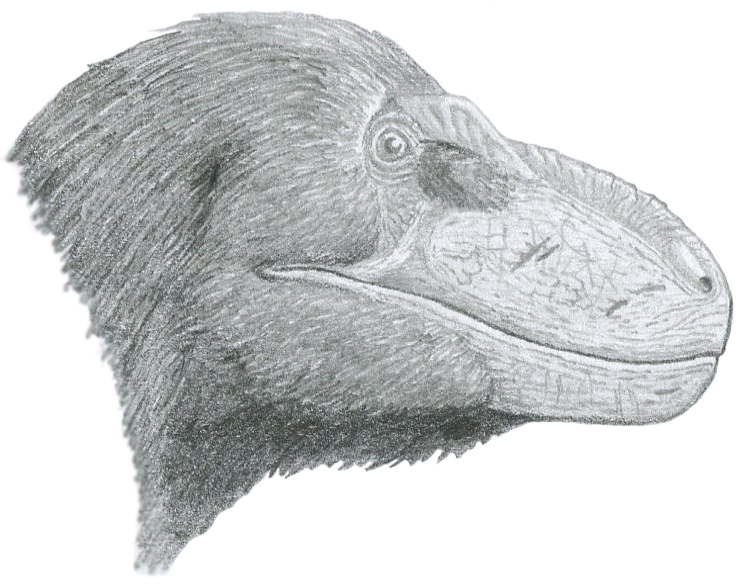
Nanuqsaurus hoglundi

Nanuqsaurus hoglundi is een vleesetende theropode dinosauriër, behorend tot de Tyrannosauroidea, die tijdens het late Krijt leefde in het gebied van het huidige Alaska. Het is de typesoort van Nanuqsaurus.

## Vondst en naamgeving
In 2006 werden resten ontdekt van een grote theropode in de Kikak-Tegoseak Quarry, een vindplaats nabij de rivier de Colville ten zuiden van Ocean Point in de North Slope Borough in het noorden van Alaska. Deze werden oorspronkelijk toegewezen aan Gorgosaurus waarvan men al eerder tanden in het gebied had gemeend te vinden en na een betere datering aan Albertosaurus. De botten werden geprepareerd in het Dallas Museum of Natural History, tegenwoordig deel van het Perot Museum of Nature and Science. Daarna werden ze aan elkaar gelijmd en geïmpregneerd met de kunsthars Butvar B-76. Nu ze hierdoor beter bestudeerd konden worden, bleek al snel dat het om een nog onbekende soort ging.
In 2014 werd de typesoort Nanuqsaurus hoglundi benoemd en beschreven door Anthony Fiorillo en Ronald Tykoski. De geslachtsnaam is afgeleid van het Iñupiaq nanuq, "ijsbeer". De soortaanduiding eert de geoloog en filantroop Forrest Hoglund, een sponsor van het museum.

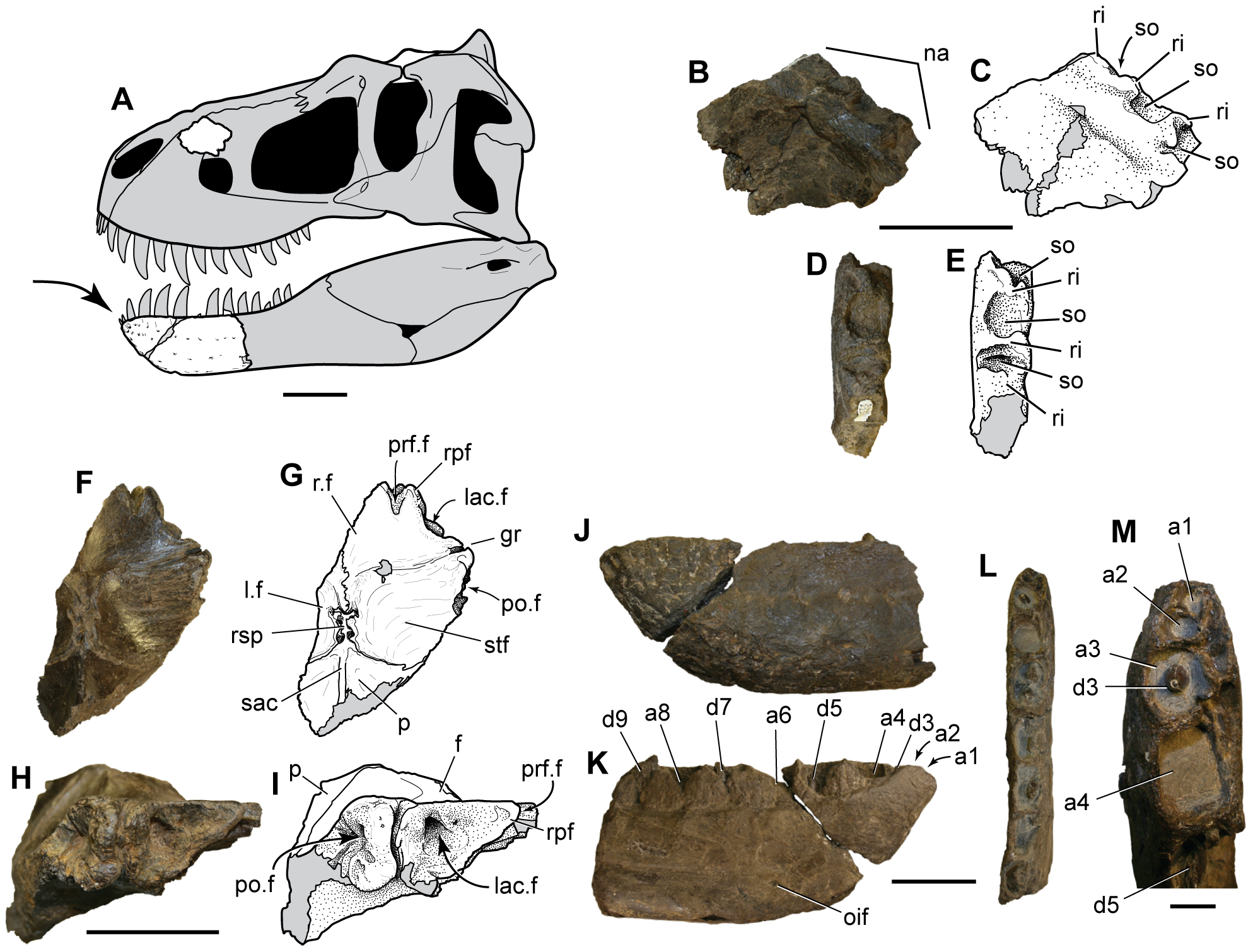
De beenderen van het holotype

Het holotype, DMNH 21461, is gevonden in een laag van de Prince Creek Formation, welke laag stamt uit het vroege late Maastrichtien en gedateerd is op 69,1 miljoen jaar. Het bestaat uit een gedeeltelijke schedel en onderkaak. Bewaard zijn gebleven: de opgaande tak van het rechterbovenkaaksbeen; een stuk schedeldak bestaande uit delen van de voorhoofdsbeenderen, de wandbeenderen en het rechterlaterosfenoïde; en het voorste deel van het linkerdentarium van de onderkaak. De vergroeiing van de beenderen wijst op een volwassen individu.

## Beschrijving

Nanuqsaurus in blauw vergeleken met andere tyrannosauriden en twee exemplaren van Troodon

Nanuqsaurus is voor een tyrannosauride tamelijk klein. Zijn lichaamslengte moet ongeveer zes meter hebben bedragen bij een gewicht van één ton.
De beschrijvers wisten enkele onderscheidende kenmerken vast te stellen. De middenkam van de vergroeide wandbeenderen heeft vooraan een gevorkt spoor die op dat punt de voorhoofdsbeenderen overlapt en scheidt. Het voorhoofdsbeen heeft vooraan een uitsteeksel dat de facetten met het prefrontale en het traanbeen scheidt. De eerste twee tanden van de onderkaak zijn veel kleiner dan de derde tot met negende tand, zodanig dat de breedte, van voor naar achteren gemeten, van de eerste tandkas 35% of minder dan die van de derde tandkas bedraagt en 25% of minder dan die van de vierde tandkas, terwijl bij de tweede tandkas deze verhoudingen op respectievelijk 50% en 33% liggen.
De schedel heeft een geschatte totale lengte van zestig à zeventig centimeter.

## Fylogenie
Nanuqsaurus is in de Tyrannosauridae geplaatst. Een kladistische analyse toonde aan dat hij daarbinnen een lid was van de Tyrannosaurinae, een zustersoort van een klade bestaande uit Tyrannosaurus en Tarbosaurus.

## Levenswijze
Hoewel het klimaat tijdens het Mesozoïcum veel warmer was dan tegenwoordig, was een dergelijk noordelijk gebied ook toen al tamelijk koel. De beschrijvers verklaren de geringe lichaamsomvang van Nanuqsaurus in vergelijking tot zijn reusachtige naaste verwanten als een gevolg van een geringe productiviteit van het gebied, gekoppeld aan sterke effecten van de seizoenswisselingen waaronder een poolnacht van een half jaar, waardoor heel grote dieren niet voldoende voedsel hadden kunnen vinden. Daarnaast zou er sprake zijn van een zekere mate van geografische isolatie ten opzichte van zuidelijker gebieden. De beschrijvers bespraken in hun artikel niet de mogelijkheid van een isolerende verenlaag, die gezien de koude en de beperkte grootte nuttig zou zijn geweest, maar lieten het persbericht waarin de ontdekking werd aangekondigd wel vergezeld gaan met een gouache van de paleoillustratrice Karen Carr die het beest met veren afbeeldde.
Een mogelijke prooi voor Nanuqsaurus was Pachyrhinosaurus perotorum die in dezelfde formatie is gevonden.